# Мирадоло-Терме
Мирадоло-Терме (итал. Miradolo Terme) — коммуна в Италии, располагается в регионе Ломбардия, подчиняется административному центру Павия.
Население составляет 3177 человек, плотность населения составляет 353 чел./км². Занимает площадь 9 км². Почтовый индекс — 27010. Телефонный код — 0382.
Покровителем коммуны почитается святой архангел Михаил, празднование 29 сентября.